# Bombardier Zefiro
Zefiro è una famiglia di treni ad alta velocità progettata e realizzata da Bombardier in collaborazione con altre aziende.
La linea comprende: lo Zefiro 250, con una velocità massima di 250 km/h e al momento interamente prodotto in Cina; il V300Zefiro, con una velocità massima di 360 km/h, che è alla base del treno Frecciarossa 1000 di Trenitalia; e lo Zefiro 380, con una velocità massima di 380 km/h, in costruzione per le ferrovie cinesi.

## Storia
Dagli anni novanta Bombardier è un'azienda coinvolta in numerose collaborazioni per la produzione di parti specifiche o modelli interi di treni ad alta velocità. Nel novembre 2005 Bombardier fa uscire sul mercato il suo primo treno indipendente: Zefiro. Successivamente rinominato Zefiro 250, con l'introduzione dei modelli V300Zefiro e Zefiro 380.

## Caratteristiche
La linea produttiva Zefiro sfrutta il concetto della propulsione distribuita, non lasciando cioè il compito di trazione ai corpi di testa, ma a diverse postazioni distribuite nei carrelli dell'intero convoglio.
Il convoglio può essere configurato in versione da 4, 8, 12 o 16 carrozze, con una postazione di guida ad ogni estremo.
La struttura delle carrozze è detta a "tubo aperto", poiché gli arredi interni sono componibili e modificabili sfruttando appositi attacchi posti sul telaio e un sistema di guide scorrevoli C-rails.
Ogni posto prevede presa di corrente, luce, display con i dettagli di viaggio e connessione internet wi-fi.
Per Zefiro Bombardier ha ottenuto due riconoscimenti: in Germania l'iF Product Design Award e negli USA il Good Design Award.

## Modelli

### ZEFIRO 250
Il primo modello di Zefiro a essere costruito è stato una serie di 20 convogli letto, prodotti dalla joint venture Bombardier Sifang Transportation a partire dal 2009, per il Ministero delle ferrovie cinese. Sono seguiti altri ordini, tra cui nel giugno del 2010, la richiesta di altri 40 convogli di 8 vagoni.
Il modello è stato classificato come CRH1E nell'utilizzo sul mercato cinese.

### V300 ZEFIRO
V300 Zefiro è stato progettato in Italia da Bombardier in collaborazione con AnsaldoBreda. È un modello pensato per il mercato europeo, è stato realizzato infatti su commissione della compagnia di trasporti italiana Trenitalia; è caratterizzato da una grande versatilità per operare tra sistemi ferroviari differenti. Accetta infatti diversi tipi di alimentazione, sia in corrente continua sia in corrente alternata. Lo stile porta la firma della carrozzeria italiana Bertone.
La produzione avviene in Italia fra gli stabilimenti Bombardier di Vado Ligure (ex TIBB) e quelli AnsaldoBreda di Pistoia.
Trenitalia ha ordinato 50 convogli nel 2010, in seguito all'esito di una gara d'appalto vinta da Bombardier e AnsaldoBreda. I treni cominceranno a essere consegnati a fine 2013 e si prevede la loro entrata in servizio per giugno 2015. Sono stati classificati come ETR 1000 dalle FS, abbandonando la tradizionale denominazione ETR + numero di gruppo, che lo avrebbe fatto risultare come ETR 400.

### ZEFIRO 380
Nel settembre del 2009 Bombardier ha annunciato l'ordine da parte del Ministero dei trasporti cinese, di 80 convogli Zefiro 380. Essi sono pienamente operativi dal 2014.